# هاوي هوكينز
هاوارد غريشام هوكينز (بالإنجليزية: Howie Hawkins)‏ (ولد في 8 ديسمبر 1952) هو عضو أمريكي في اتحاد نقابة العمال وناشط بيئي من نيويورك. بصفته مؤسسًا مشاركًا في تأسيس الحزب الأخضر في الولايات المتحدة الأمريكية، فإنه مرشح الحزب للانتخابات الرئاسية في عام 2020. تتضمن قضايا حملته الأساسية تطبيق نسخة اشتراكية بيئية من الصفقة الخضراء الجديدة، التي اقترحها لأول مرة في عام 2010، وبناء حركة سياسية واجتماعية حيوية مستقلة من الطبقة العاملة في مواجهة الحزبين الجمهوري والديمقراطي والرأسمالية بشكل عام.
لعب هوكينز أدوارًا ريادية في الحركات ضد الحرب وضد الطاقة النووية والحركات المناصرة للعمال منذ ستينيات القرن العشرين. هوكينز عضو متقاعد في نقابة سائقي الشاحنات الدولية وعامل بناء متقاعد؛ عمل هوكينز منذ عام 2001 حتى تقاعده في عام 2017 في النوبة المسائية في تفريغ شاحنات البريد السريع في الولايات المتحدة الأمريكية (يو بي إس).
ترشح هوكينز للعديد من المناصب في أربع وعشرين مناسبةً، وكل محاولاته تلك باءت بالفشل. كان مرشح الحزب الأخضر في نيويورك لمقعد مجلس الشيوخ في عام 2006. ترشح هوكينز في عام 2010 عن الحزب الأخضر لمنصب حاكم نيويورك، ما أعاد للحزب مركزه في الانتخابات عندما تلقى أكثر من 50,000 صوتًا التي يحتاجها. في عام 2014، ترشح هوكينز من جديد لنفس المنصب وتلقى خمسة بالمئة من الأصوات. ترشح هوكينز لمنصب عمدة سيراكوز في عام 2017 وتلقى أربعة بالمئة من الأصوات (نحو 1,000 صوت). ترشح بعدها مرةً ثالثة لمنصب حاكم نيويورك في عام 2018 ولكنه تلقى أقل من اثنين بالمئة من الأصوات.

## بداية حياته ومسيرته المهنية

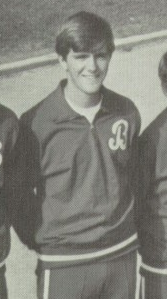
هوي هوكينز في الكتاب السنوي لعام 1970 لمدرسة بورلينجيم الثانوية، كاليفورنيا

ولد هوكينز في سان فرانسيسكو في ولاية كاليفورنيا في عام 1952، وترعرع في مدينة سان ماتيو المجاورة في كاليفورنيا. تربى في حي متنوع في المدينة قرب طريق بيشور السريع، وقد شهد الحي تدفقًا كبيرًا من المهاجرين من جنوب الولايات المتحدة الأمريكية، من السود والبيض معًا: فسر هوكينز لهجته المتأثرة بلهجة أهل الجنوب بأنها نتيجة لذلك. كان والده محاميًا كان فيما سبق طالبًا رياضيًّا يشارك في المصارعة وكرة القدم الأمريكيو في جامعة شيكاغو وعمل في وحدة المخابرات المضادة لصالح مشروع مانهاتن التابع للجيش الأمريكي خلال الحرب العالمية الثانية. أصبح نشطًا سياسيًّا منذ كان يبلغ 12 عامًا حين رأى كيف حُرم حزب حرية ميسيسيبي الديمقراطي متعدد الأعراق من الاعتراف به في المؤتمر الديمقراطي عام 1964. وفقًا لهوكنز فقد سُحب للجيش في يونيو 1972 في سن 19 عامًا، وأرسل إلى قوات البحرية الأمريكية، رغم نشاطه السابق المضاد للحرب. ولكنه يقول إنه لم يُطلب قط لأداء الخدمة الفعلية بعد إنهائه المعسكر. في عام 1972، روج هوكينز لحملة بيرني ساندر الانتخابية، والذي كان حينها مرشح حزب اتحاد الحرية لمجلس الشيوخ ولمنصب الحاكم. في عام 1973، انضم هوكينز إلى الحزب الاشتراكي في الولايات المتحدة الأمريكية، وهي عضوية لا تزال فعالة حتى يومنا هذا. في عام 1976، كان هوكينز أحد المؤسسين لتحالف كلامشيل الذي كان منظمةً ضد الطاقة النووية تهدف إلى إيقاف استخدامها في نيو إنجلاند.
درس هوكينز في كلية دارتماوث، ولكنه لم يحصل أبدًا على شهادة.

### الحزب الأخضر
في ثمانينيات القرن العشرين انضم هوكينز إلى الحركة الخضراء. في عام 1988 أسس مع موري بوكتشين شبكة اليسار الأخضر «كبديل جذري (راديكالي) للليبراليين الخضر في الولايات المتحدة الأمريكية»، وتمحورت حول مبادئ علم البيئة الاجتماعي والليبرتارية البلدياتية. أقيم مؤتمر صحفي في أوائل تسعينيات القرن العشرين في العاصمة واشنطن، واستضيف فيه تشارلز بيتز وجوني وايتمور وهيلدا ماسون وهاوي هوكينز لإعلان تشكيل حزب الخضر/الأخضر في الولايات المتحدة الأمريكية. لاحقًا في ديسمبر عام 1999، وضع مايك فاينشتاين وهوكينز خطةً لحزب أخضر وطني وحيد وهي كانت الخطة التي نظمت اتحاد الأحزاب الخضراء في الولايات وحزب الخضر/الأخضر في الولايات المتحدة الأمريكية في حزب أخضر وحيد. ترشح هوكينز في العديد من السباقات الانتخابية في نيويورك لكل من مجلس الشيوخ ومجلس النواب. في عام 2010، تجاوز شرط الحصول على أكثر من 50,000 صوت اللازم للبقاء في صناديق الاقتراع في الانتخابات للحكم وبعد أربع سنوات تلقى ما يكفي للانتقال بالحزب الأخضر إلى الصف الرابع (الصف دي) مع حصوله على عدد أصوات أكبر بمقدار الثلث من حزب العائلات العاملة وضعفي عدد أصوات حزب الاستقلال. ولكنه خسر في عام 2018 80,000 صوتًا، وذلك لم يمنعه من البقاء على القوائم الانتخابية ولم يخفض أكثر من صف واحد ليصبح في الصف الخامس (الصف إي).
سئل هوكينز في عام 2012 عن احتمالية ترشحه عن الحزب الأخضر، ولكنه رفض بسبب التزاماته بالعمل مع خدمة البريد في الولايات المتحدة الأمريكية ما أجبره على إجراء الحملات لمناصب في نيويورك على الأكثر ما يتداخل مع إقامة حملة وطنية. عقب تقاعد هوكينز سئل من جديد للترشح عن طريق حركة لكتابة مسودة ترشح برسالة عامة موجهة له وقعها المرشحون السابقون لمنصب نائب الرئيس من الحزب الأخضر تشيري هونكالا وأجامو باراكا، والمرشح السابق لمنصب عمدة وشريك رالف نادر في انتخابات عام 2008 مات غونزالز، وأعضاء آخرين بارزين في الحزب الأخضر.
وضع اسم هوكينز عن طريق الخطأ على صناديق الاقتراع في مينيسوتا مرشحًا للحزب الأخضر لمنصب نائب الرئيس إلى جوار جيل ستاين المرشحة الرئاسية في انتخابات عام 2016 العامة. رغم أن أجامو باراكا كان اختيار ستاين للترشح لمنصب نائب الرئيس في الترشح الوطني للحزب، وقد وضع اسم هوكينز عن طريق الخطأ في صناديق اقتراع مينيسوتا بسبب استخدام الحزب له ممثلًا قبل الاختيار النهائي لمرشح الحزب لمنصب نائب الرئيس. مع وضع اسم هوكينز على القائمة، تلقى مرشح الحزب الأخضر لرئيس الولايات المتحدة الأمريكية في مينيسوتا نحو 37,000 في الولاية، وهي زيادة بمقدار 0.82% عن النتيجة السابقة للحزب في عام 2012.

## المواقف السياسية
في عام 1993، فضل هوكينز الشيوعية اللاسلطوية وكذلك مشاعية، باعتبارها «أفضل طريقة لدمج سيطرة العمال والسيطرة المجتمعية في عملية التغيير الاجتماعي التي تؤدي في النهاية إلى كومنولث تعاوني بلا سوق ولا مال ولا دولة». كان هوكينز أيضًا عضوًا في عمال الصناعة في العالم.
لا يتفق هوكينز مع نهج «الحزب داخل الحزب» للحزب الديمقراطي الذي تنادي به منظمات مثل الاشتراكيين الديمقراطيين في أمريكا أو من قبل أفراد مثل بيرني ساندرز. بدلاً من ذلك، يعتقد أن على الاشتراكيين إنشاء حزب يساري مستقل.
أصبح هوكينز أول سياسي يقوم بتضمين الصفقة الجديدة الخضراء في برنامجهم الانتخابي عندما ترشح لمنصب حاكم نيويورك في عام 2010.

## وصلات خارجية
- الموقع الرسمي